# Gaio Giulio Avito Alessiano
Gaio Giulio Avito Alessiano (latino: Gaius Iulius Avitus Alexianus; ... – Cipro, 217) fu un esponente della dinastia severiana.

## Biografia

### Origini famigliari
Era un esponente dell'aristocrazia siriana, che raggiunse il rango consolare tra il 198 e 200. Sposò Giulia Mesa, da cui ebbe Giulia Soemia Bassiana e Giulia Avita Mamea. Era cognato dell'imperatore Settimio Severo, in quanto questi aveva sposato la sorella di Mesa, Giulia Domna, e due suoi nipoti, Eliogabalo e Alessandro Severo divennero imperatori a propria volta. Era devoto al Dio Sole Elagabalo.

### Carriera politica
Fu prima un ufficiale di rango equestre, procuratore ad Ostia (forse all'epoca della marcia di Settimio Severo su Roma, nel 193), senatore nel 193, legato della Legio IIII Flavia Felix in Mesia superiore, e infine governatore della Rezia, probabilmente nel 196, quando la guerra contro Clodio Albino era già iniziata. Infine divenne console suffetto, tra il 198 e il 200.
L'opposizione del potente prefetto del pretorio Gaio Fulvio Plauziano, che era in conflitto con Giulia Domna, tenne Avito lontano da posti di potere per qualche anno; solo dopo la morte di Plauziano (205) la carriera di Avito riprese. Fu tra coloro che accompagnarono Settimio Severo in Britannia, poi ricevette la prefettura degli alimenta, fu comes di Caracalla in Germania nel 213, servì un secondo mandato come prefetto degli alimenta, poi governatore della Dalmazia (214-215), proconsole d'Asia (215-216); accompagnò Caracalla in Mesopotamia, ma poi fu inviato a Cipro, dove morì.
Un'iscrizione trovata a Salona, da cui è possibile ricavare parte della sua carriera, reca il suo nome abraso: è quindi possibile che sia stato colpito dalla damnatio memoriae, probabilmente dopo l'assassinio del nipote Alessandro Severo (235).